# رنگ‌سنجی قانونی
رنگ‌سنجی قانونی یا آنالیز رنگ قانونی (انگلیسی: Forensic colorimetry) بررسی نمونه رنگ برای اهداف علوم قانونی است. نمونه‌ها در آنالیز رنگ‌ها شامل رنگ‌دانهها، رزانهها یا دیگر چیزهایی هستند که با رنگ ذاتی‌شان قابل تشخیص هستند. تجزیه و تحلیل‌ها ممکن است به‌صورت چشمی یا با روش‌های محاسباتی انجام شوند، که با تطبیق رنگ‌های نمونه با نمودار یا پایگاه داده استاندارد است.

## روش‌شناسی
روش‌های کمی و کیفی متعددی وجود دارد که یک کارشناس ممکن است برای تجزیه و تحلیل رنگ نمونه استفاده کند.

### تحلیل بصری
تجزیه و تحلیل رنگ را می‌توان به‌صورت چشمی انجام داد و معمولاً رنگ نمونه را با نمودارهای مرجع مطابقت داد. این روش در تجزیه و تحلیل خاک استفاده شده است و اغلب از سیستم رنگ مانسل به‌عنوان مرجع استفاده می‌شود. این یک روش سنتی و ذهنی است، و با تکیه بر توانایی چشم غیرمسلح برای تطبیق رنگ‌ها انجام می‌شود.

### اسپکتروفتومتری
اسپکتروفتومترها دستگاه‌هایی هستند که نور جذب‌شده یا منتقل‌شده توسط اجسام رنگی را اندازه‌گیری می‌کنند. پیشرفت‌های اخیر منجر به توسعه اسپکتروفتومترهای دستی شده است که امکان مقایسه بین رنگ‌های نمونه و رنگ‌های پایگاه داده را بدون نیاز به تجهیزات زیاد فراهم می‌کند. این دستگاه‌ها برای تجزیه و تحلیل رنگ‌ها بر روی یک سطح صاف و همگن بسیار کاربردی هستند.

### عکاسی دیجیتال با پس‌پردازش
در جایی که یک نمونه ناهمگن، مانند خاک یا پودر، نیاز به تجزیه و تحلیل کمی دارد، ممکن است از عکاسی دیجیتال استفاده شود. این روش در تجزیه و تحلیل خاک در موارد قانونی، با استفاده از سیستم رنگ مانسل موفق بوده است. روش مشابهی در پزشکی هسته‌ای قانونی برای تعیین کمیت رنگ پودر اکسید اورانیوم استفاده شده است. هر دو روش برای استفاده متخصصان و غیرمتخصصان مناسب است، زیرا روش‌ها فقط به دوربین در محل نیاز دارند. اشکال این روش در نبود پایگاه داده متمرکز برای تطبیق رنگ است.